# Aneta Kopacz
Aneta Kopacz (ur. 5 czerwca 1975 w Białogardzie) – polska reżyser i scenarzystka, z wykształcenia psycholog, autorka m.in. filmu dokumentalnego Joanna.

## Życiorys
Ukończyła psychologię na Uniwersytecie Warszawskim, następnie odbyła studia podyplomowe w Laboratorium Reportażu. Kształciła się także w Szkole Wajdy.
W 2013 wyreżyserowała dokument Joanna, będąc również koproducentem, współautorką scenariusza i montażu tej produkcji. Film ten otrzymał liczne nominacje, wyróżnienia i nagrody na festiwalach krajowych i zagranicznych. Został m.in. nominowany do Oscara w kategorii „najlepszy krótkometrażowy film dokumentalny” oraz do Orła w kategorii „najlepszy film dokumentalny”. Otrzymał także nagrodę publiczności w kategorii filmów krótkometrażowych na Warszawskim Międzynarodowym Festiwalu Filmowym oraz nagrodę „Jańcio Wodnik” za najlepszy film dokumentalny. Jest również autorką liczącego sześć odcinków serialu dokumentalnego ART-B. Made in Poland o losach osób związanych z Art-B po 25 latach.